# Frank Margerin
Frank Margerin (Parijs, 9 januari 1952) is een Franse stripauteur.

## Carrière
Frank Margerin volgde gedurende vier jaar een opleiding toegepaste kunsten aan de École nationale supérieure des arts appliqués et des métiers d'art. Samen met tekenaar Denis Sire vormde hij de rockgroep Los Crados (later Le Denis Twist). Zijn stripdebuut maakte Margerin in Métal hurlant in 1975. Margerin bleef regelmatig strips publiceren in dit blad en zusterblad Rigolo. In een speciaal nummer van Métal hurlant rond rockmuziek ontstond in 1980 zijn bekendste strip, Lucien. De titelheld, alterego van de auteur, is een jonge rocker met een opvallende vetkuif die houdt van rockmuziek, motoren en vrouwen. Margerin schetst in deze strip het leven in de buitenwijken van de grote stad en het generatieconflict tussen jongeren en hun ouders. De albums van Lucien, waarin diens leven wordt verteld vanaf zijn afzwaaien als milicien, zijn werk in een platenzaak, tot zijn vijftigste verjaardag, verschenen bij uitgeverij Les Humanoïdes associés. 
Om zich te herbronnen ging Margerin een samenwerking aan met Marc Cuadrado als scenarist voor Ik wil een Harley, een nostalgisch en sociologisch portret over een vijftiger met een midlifecrisis.
Margerin werkte ook als illustrator voor bladen als Je bouquine, Phosphore, Okapi, Astrapi en Charlie.
Het werk van Frank Margerin werd bekroond met de Grote Prijs van het Internationaal Stripfestival van Angoulême in 1992.